# نينا جيرهارد
نينا جيرهارد (بالألمانية: Nina Gerhard )‏ (و. 1974  م) هي مغنية، وملحنة ألمانية، ولدت في دارمشتات.

## وصلات خارجية
- نينا جيرهارد على موقع IMDb (الإنجليزية)
- نينا جيرهارد على موقع ميوزك برينز (الإنجليزية)
- نينا جيرهارد على موقع ديسكوغز (الإنجليزية)
- نينا جيرهارد في قاعدة بيانات الأفلام على الإنترنت